# 奥州水沢夏祭り
奥州水沢夏祭り（おうしゅうみずさわなつまつり）は、岩手県奥州市水沢で毎年8月上旬に開催される祭りである。
駅通りなどの街の目抜き通りを歩行者天国にし、「水沢ざっつぁかまつり」が名物となっているほか、歴代厄年連が創作演技舞を披露する「干支和」など、さまざまなイベントが行われる。
2022年（令和4年）、毎年8月上旬に開催してきた「奥州水沢夏まつり」を他イベントと再編し、「奥州秋まつり」として水沢市街地で開催。以来、「奥州秋まつり」として開催している。

## 水沢ざっつぁかまつり
この祭りは、1976年（昭和51年）に42歳厄年連・進友会（しんゆうかい）（会長佐々木勲）の創作踊りである「水沢ざっつぁか」（作詞：油井長三、作曲：小町昭、歌：三橋美智也）を水沢市（現奥州市）に寄贈したことから始まった。
「ざっつぁか」は水沢の方言から来ており、“雑然として何の計画も持たない・簡単に手早くやってのける”という意味の「雑雑」が訛ったもので、誰にでも楽しく踊れる祭りである。
市民総出の大群舞（2000人以上）が商人の街を埋め尽くし踊り歩く。
2023年7月水沢ざっつぁか保存協力会の総会にて、水沢ざっつぁかまつり中止の決定と会の解散を決定。
曲としての「水沢ざっつぁか」
製作 キングレコ－ド　NCS－827 (NSF－8771)
（油井長三作詩 ねもとみつや補作詞 小町昭作曲・編曲 三橋美智也 三味線 藤本秀也・藤本秀綱 笛 佐藤峻耀 鳴り物 堅田啓耀・美波駒三郎・美波奈る駒 唄ばやし おはやし鳴る駒会　制作 進友会 製作 キングレコ－ド　NCS－827 (NSF－8771)）

## 干支和
25歳と42歳の歴代厄年連がロック調の創作演舞を披露し、毎年多くの観客で賑わう。

## 奥州水沢の花火大会
水沢の夏祭りのフィナーレとして、水沢競馬場を会場に、県内最大の打ち上げ規模である1万発の花火が打ち上げられる。